# Chaetosticta perforata
Chaetosticta perforata är en svampart som först beskrevs av Ellis & Everh., och fick sitt nu gällande namn av Petr. & Syd. 1925. Chaetosticta perforata ingår i släktet Chaetosticta och familjen Pseudoperisporiaceae.   Inga underarter finns listade i Catalogue of Life.